# Hellmut von der Chevallerie
Hellmut von der Chevallerie foi um General alemão, comandante de diversas unidades panzer. Nasceu em Berlim em 9 de novembro de 1896, faleceu em Wiesbaden no dia 1 de junho de 1965.

## Biografia
Ele entrou como voluntário para o Exército da Prússia em 1914. Como um oficial cadete em 1915, ele encerou a sua participação na Primeira Guerra Mundial 1914-18 como um Leutnant. No período de entre-guerras, ele continuou com a sua carreira na infantaria e mais tarde na cavalaria.
Com o início da Segunda Guerra Mundial, era um Oberstleutnant e oficial de staff com o XII Corpo de Exército. Promovido para Oberst em 17 de Dezembro de 1941, teve uma rápida ascensão pelas patentes seguintes: promovido para Generalmajor em 1 de Novembro de 1942, ele subiu para a patente de Generalleutnant em 1 de Maio de 1943.
Durante este período, Chavallerie comandou a 10. Schtz.Brig. (9 de Março de 1942), 22ª Divisão Panzer (8 de Outubro de 1942), 13ª Divisão Panzer (1 de Novembro de 1942). Em seguida recebeu o comando da 273ª Divisão de Reserva Panzer (15 de Novembro de 1943) e a 233ª Divisão de Reserva Panzer (5 de Agosto de 1944).
Foi feito prisioneiro em 9 de Maio de 1945, sendo libertado em 1947 e vindo a falecer em Wiesbaden no dia 1 de Junho de 1965.

## Condecorações
Foi condecorado com a Cruz de Cavaleiro da Cruz de Ferro (30 de Abril de 1943) e a Cruz Germânica em Ouro (19 de Abril de 1942).